# 沖村 (岐阜県)
沖村（おきむら）は、かつて岐阜県羽島郡にあった村である。
現在の羽島市上中町沖などに該当する。
発足時は中島郡であったが、郡の合併で羽島郡の村となっている。

## 歴史
- 1889年（明治22年）7月1日 - 町村制により沖村が発足。
- 1897年（明治30年）4月1日[2] - 羽栗郡と中島郡が合併して羽島郡となり、当村は羽島郡の所属となる。
- 1897年（明治30年）4月1日 - 中村、一色村、長間村、午北新田と合併し上中島村が発足。同日沖村廃止。